# El Sauzalito
El Sauzalito es una localidad y municipio argentino, situada en el norte de la provincia del Chaco, en el departamento General Güemes. Está ubicada sobre la margen derecha del río Teuco, y el municipio abarca varias aglomeraciones cercanas, como El Sauzal, Wichí, Tartagal, Fortín Belgrano, Tres Pozos y El Vizcacheral. Con algo más de 3000 habitantes en 2010, es la localidad chaqueña más poblada al norte de Miraflores, en una extensa área que supera los 20 000 km². El gobierno militar de facto, encabezado por Antonio Serrano, la refundó luego de graves inundaciones, en 1979.
Se halla a 285 km de la capital departamental Castelli y a 550 km de la capital provincial.
Es hogar de una importante comunidad wichí, originales pobladores del lugar que habitan las márgenes del río Teuco.

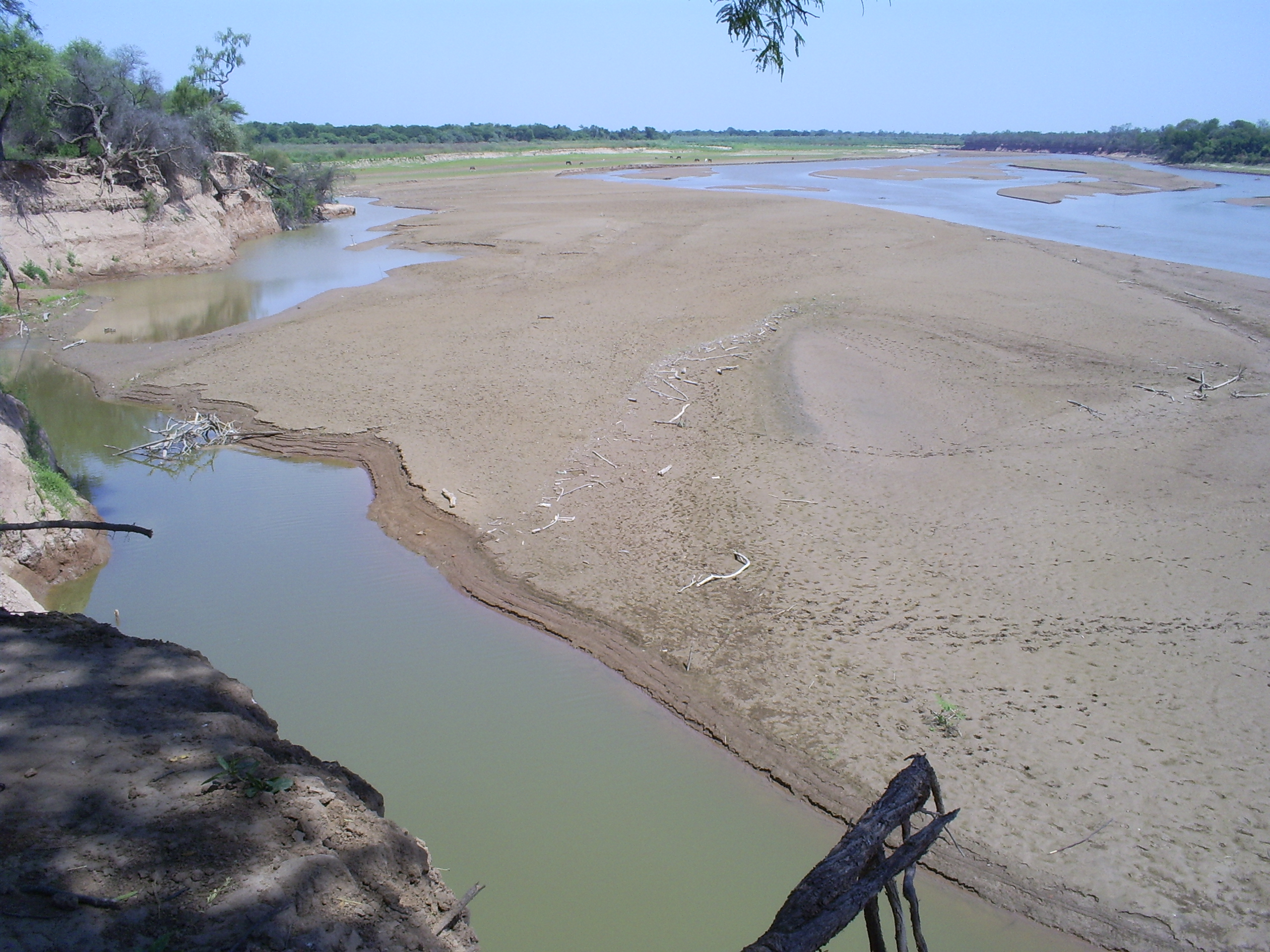
Río Teuco a orillas de El Sausalito.

## Geografía

### Clima
Subtropical, seco en invierno y lluvioso en verano.
Máxima absoluta: 46 °C
Mínima absoluta: -6 °C
Régimen anual de lluvia: 670 mm

### Suelos
Representado por la Serie “Charadai” (símbolo "Che"). Es un Natracualf típico, de lomas bajas tendidas, evolucionadas, relieve subnormal, horizonte superficial lixiviado, color gris claro, textura pesada y media; subsuelo gris, textura pesada, con abundantes concreciones y muñequillas de Carbonato de calcio, que descansa sobre un material gris rojizo, gleyzado, textura pesada, lixiviado de carbonatos. 
Moderado alto contenido de materia orgánica; alta capacidad de retención de agua hasta 17 dm de profundidad; muy fuertemente ácido en superficie, neutro en profundidad; muy rico en calcio, moderado en magnesio y potasio; alta capacidad de intercambio de cationes; alto porcentaje de saturación de bases. Suelo arcilloso, montmorillonítico. 
La Serie Charadai presenta permeabilidad lenta; erosión moderada; drenaje imperfecto; salinidad moderadamente sódico; temporalmente anegable; moderada disponibilidad de materia orgánica. 
Fuente: Carta de Suelos del Campo Anexo General Obligado. Ledesma, L.L. – 1992. Estación Experimental Agropecuaria INTA Instituto Nacional de Tecnología Agropecuaria Colonia Benítez, Chaco

## Infraestructura
Cuenta con servicio de agua potable.
Hay una sucursal bancaria que abre dos veces por semana.